# HAMANAKO HaNaBi BENTENJIMA GATEWAY Festival
HAMANAKO BENTENJIMA GATEWAY Festival（浜名湖花火・弁天島ゲートウェイフェスティバル、はまなこはなび・べんてんじまげーとうぇいふぇすてぃばる）は、浜松市中央区舞阪町弁天島の弁天島海浜公園にておこなわれる、まいさかフェス実行委員会の花火大会と共催のイベント。
略称はBENTENJIMA GATEWAY Festival、GATEWAY Festival、弁天島花火フェスなど。

## 概要
三遠煙火製のスターマインをはじめとする花火の打ち上げを核として、ミュージック・スポーツ・アート・フードの融合を主眼にしたイベントである。
2017年には大河ドラマ井伊直虎とタイアップした直虎スターマインも打ち上げられた。

## 歴史
東海地方の花火大会でもっとも早い7月第1土曜日に開催されていた弁天島海開き花火大会は弁天神社祭礼の奉納花火として始められ100年以上続いていたが2013年の観光花火としての第50回を最後に終了してしまったため、住民有志で引き継ごうと当イベントが2014年より始まった。
発足時はMaisaca Fesとしてスタートし、すぐにまいさかフェスに改められた。
のちに浜名湖弁天島花火フェス（はまなこべんてんじまはなびふぇす）と名称を変更。当時は舞阪町納涼祭実行委員会主催の舞ちゃん夏まつりと同日開催されていたが、現在は別日に開催されている。
助成金の支給期間が終了することに伴い、クラウドファンディングを含めて資金調達を行っている。

## 交通アクセス
- JR東海 : 弁天島駅
- 遠鉄バス : 弁天島温泉バス停・舞阪協働センターバス停

弁天島海開き花火大会の頃には浜松駅バスターミナル - 舞阪協働センターの臨時バスが運行されていたが当イベントでは運行されていない。なお、弁天島駅からの臨時列車は運行される。